# Католицька церква в Данії
Като́лицька це́рква в Да́нії — друга християнська конфесія Данії. Складова всесвітньої Католицької церкви, яку очолює на Землі римський папа. Керується конференцією єпископів. Станом на 2004 рік у країні нараховувалося близько 35 000 католиків (0,64% від усього населення). Існувало 1 діоцезій, які об'єднували 50 церковних парафій. Кількість  священиків — 77 (з них представники секулярного духовенства — 39, члени чернечих організацій — 38), постійних дияконів — 5, монахів — 43, монахинь — 222.